# Ливада (Иклод)
Ливада (рум. Livada) насеље је у Румунији у округу Клуж у општини Иклод. Oпштина се налази на надморској висини од 264 m.

## Становништво
Према подацима из 2002. године у насељу је живело 1002 становника.

### Попис2002.
| Расподела становништва по националности 2002.‍ | Расподела становништва по националности 2002.‍ | Расподела становништва по националности 2002.‍ | Расподела становништва по националности 2002.‍ | Расподела становништва по националности 2002.‍ |
| --------------------------------------------- | --------------------------------------------- | --------------------------------------------- | --------------------------------------------- | --------------------------------------------- |
|                                               |                                               |                                               |                                               |                                               |
| Румуни                                        | Румуни                                        |                                               | 880                                           | 87,8%                                         |
| Мађари                                        | Мађари                                        |                                               | 28                                            | 2,8%                                          |
| Роми                                          | Роми                                          |                                               | 94                                            | 9,4%                                          |